# Karyn Parsons
Karyn Parsons est une actrice et productrice américaine née le 8 octobre 1966 à Los Angeles.

## Biographie
Sa mère, Louise Parsons est une Afro-Américaine et son père est un Gallois.
Karyn est née dans une petite ville de l'Ohio aux États-Unis. Elle a été élevée par sa grand-mère maternelle jusqu'à l'âge de 10 ans car ses parents étaient souvent absents à cause de leur vie professionnelle. 
Karyn a été fille unique jusqu'à ses 25 ans, elle a eu un frère adoptif, un jeune garçon âgé de quatre ans, d'origine asiatique.
Depuis 2005, elle produit une série de courts-métrages d'animation sur le thème de figures historiques noires oubliées (telles que Henry Box Brown, Garrett Morgan, Janet Collins, Bessie Coleman) avec la participation vocale de Queen Latifah, Chris Rock, Alfre Woodard et Laurence Fishburne. La série s'intitule Sweet Blackberry.
En mars 2019, elle sortira son premier roman intitulé "How High the Moon", inspiré de l'histoire vraie de sa mère ayant grandi dans le sud des États-Unis.
Depuis le 8 février 2003, elle est mariée au réalisateur Alexandre Rockwell avec qui elle a eu Lana et Nico Rockwell (qui jouent également dans certains films de leur père).

## Filmographie

### comme actrice
- 1989 : Death Spa : Brooke
- 1990-1996 : Le Prince de Bel-Air (The Fresh Prince of Bel-Air) : Hilary Banks
- 1992 : Class Act de Randall Miller : Ellen
- 1995 : Major Payne : Emily Walburn
- 1996 : Les Voyages de Gulliver (Gulliver's Travels) (TV) : Lady-in-Waiting
- 1996 : Lush Life (en) (série télévisée) : Margot Hines
- 1999 : Melrose Place : Jackie
- 1998 : Mixing Nia : Nia
- 2000 : Un homme à femmes (The Ladies Man) de Reginald Hudlin : Julie Simmons
- 2001 : The Job (The Job) (série télévisée) : Toni
- 2002 : 13 Moons : Lily
- 2020 :  Sweet Thing de Alexandre Rockwell : Eve

### comme productrice
- 1996 : Lush Life (en) (série télévisée)
- 2005 - en cours : Sweet Blackberry (série d'animation)